# Memento Mori (musikalbum)
Memento Mori är det andra studioalbumet av den amerikanska rockgruppen Flyleaf, utgivet den 10 november 2009 på A&M/Octone Records. Albumet producerades Howard Benson som också ansvarade för bandets förra och första album Flyleaf. Titeln Memento Mori är latin och betyder "Kom ihåg att du är dödlig". Albumet innehåller totalt 14 spår som valdes ut från de 30 låtar de först skrev. Låten Set Apart This Dream ska ha hämtat inspiration från den kristna självhjälpsboken Wild at Heart.
Första singeln från albumet Again gavs ut i augusti 2009 och den andra singeln Beautiful Bride gavs ut i oktober 2009.

## Låtlista
1. Beautiful Bride  –	3:03
2. Again   – 3:05
3. Chasm   	 – 2:54
4. Missing  	 – 2:54
5. This Close –	3:20
6. The Kind – 2:47
7. In the Dark – 3:47
8. Set Apart This Dream  	–  3:15
9. Swept Away   	 – 4:09
10. Tiny Heart	 – 3:07
11. Melting (Interlude)  	–  0:57
12. Treasure   –	3:24
13. Circle  –	3:03
14. Arise – 4:18
15. Uncle Bobby (gömd låt) – 4:22

Bonuslåtar på Expanded Edition:
1. Break Your Knees  	– 4:26
2. Enemy  	– 3:43
3. Have We Lost   –	 2:56
4. Who Am I  – 2:37

## Medverkande
Flyleaf:
- Lacey Mosley – sång
- Sameer Bhattacharya – gitarr
- Jared Hartmann – gitarr
- Pat Seals – bas
- James Culpepper – trummor

Produktion:
- Howard Benson – producent